# Philippe Zawieja
Dott. Philippe Zawieja (Draveil, 6 giugno 1970) è un sociologo francese.

## Biografia
Zawieja si è laureato alla School of Business della Borgogna nel 1991 e ha ottenuto un Master in Economia Sanitaria e Management alla Facoltà di Medicina di Parigi e un dottorato in Scienza ed Ingegneria delle attività a rischio all'Istituto Mines ParisTech.
Ha diretto il dipartimento ricerche di Orpea, specializzato nella cura della dipendenza; parallelamente ha svolto il ruolo di Segretario nel Comitato Etico e Scientifico sempre per Orpea. Ha inoltre svolto attività di ricerca nel campo dei rischi psicosociali e stress nel luogo di lavoro all'Istituto Mines ParisTech, di Parigi. Ha prodotto ricerche sulla sindrome da burnout professionale e altre forme di stanchezza, in particolare nel settore sanitario e la cura dell'Alzheimer.

## Premi e onorificenze
Zawieja è stato nominato nel 2013 cavaliere dell'Ordre des Palmes académiques (Ordine delle Palme Accademiche), un ordine di cavalleria francese conferito ad illustri accademici e figure del mondo della cultura e dell'istruzione.
Gli è stato concesso nel 2014 il Premio René-Joseph Laufer per la profilassi sociale dell'Accademia di scienze morali e politiche, parte integrante dell'Istituto di Francia.

## Pubblicazioni selezionate
- P. Zawieja. Psychotraumatologie du travail. Parigi (Francia) : Armand Colin, novembre 2016. ISBN 978-2-200-61195-8
- P. Zawieja. Dictionnaire de la fatigue. Ginevra (Svizzera), settembre 2016. ISBN 978-2-600-04713-5
- P. Zawieja. Le Burn out. Parigi (Francia): Presses universitaires de France, aprile 2015. ISBN 978-2-13-063356-3
- P. Zawieja, F. Guarnieri. Dictionnaire des risques psychosociaux. Parigi (Francia): Éditions du Seuil, febbraio 2014. ISBN 978-2-02-110922-1
- P. Zawieja, F. Guarnieri. Épuisement professionnel: approches innovantes et pluridisciplinaires . Parigi (Francia): Armand Colin, settembre 2013. ISBN 978-2-200-28772-6